# فتوایس
فتوایس (به آلمانی: Vettweiß) یک شهر در آلمان است که در دورن واقع شده‌است. فتوایس ۹٬۰۲۷ نفر جمعیت دارد.